# Holding onto Gravity
《Holding onto Gravity》는 2012년 12월 3일에 발매된 넬의 비정규 싱글 앨범이다. 2장의 싱글과 1장의 정규 앨범으로 완성될 “Gravity 3부작” 시리즈의 첫 앨범으로, 김종완은 "중력이라는 건 항상 존재하는 거지만 우린 잘 느끼지 못하잖아요. 우리의 감정도 그런 것 같아요. 외로움, 기쁨 등 어떤 감정이든 늘 느끼고 있으면서도 존재 자체를 잘 인식하지 못하죠. 그런 상황을 중력에 빗대어 표현했다"라고 설명한 바 있다. 타이틀 곡인 〈백야〉는 공개 직후 온라인 음악 차트 상위권을 차지했다.

## 수록곡
전체 작곡: 김종완
| #  | 제목                     | 작사   | 편곡                                   | 재생 시간 |
| -- | ------------------------ | ------ | -------------------------------------- | --------- |
| 1. | 〈Coin Seller〉          |        |                                        | 2:30      |
| 2. | 〈백야〉                 | 김종완 | 김종완, 이재경, 이정훈, 정재원, 박인영 | 3:52      |
| 3. | 〈Holding Onto Gravity〉 | 김종완 | 김종완, 이재경, 이정훈, 정재원         | 3:54      |
| 4. | 〈Blue〉                 | 김종완 | 김종완, 이재경, 이정훈, 정재원         | 3:10      |

## 사연 및 가설
- 팬들 사이에서 이 앨범은 '홀딩 앨범' 등으로 불린다.
- 〈Coin Seller〉는 보컬과 다른 악기를 제외한 인트로 격으로 수록했지만, 3부작의 마지막 정규앨범에는 완곡으로 선보일 예정이다.
- 〈백야〉는 몇 달간 낮만 계속되는 백야 현상처럼, 이별 후 연인을 잊지 못하는 이야기로 해석되는 곡이다.
- 〈백야〉와 〈Holding Onto Gravity〉의 가제는 넬이 앨범을 사는 이들을 위해 앨범 크레딧에 적어두었다.
- 〈Blue〉는 김종완이 비가 많이 오는 날 차에 앉아 가다 즉석으로 만든 곡이다.

## 백워드 마스킹
백워드 마스킹(Backward Masking)이란 인위적으로 본래의 곡에 가사나 멜로디를 거꾸로 삽입하는 것이다.
- 백야(00:00~00:17) : 들리지 않던 새로운 멜로디가 나온다.